# Prismatic World Tour
Prismatic World Tour bylo třetí koncertní turné americké zpěvačky Katy Perry, na podporu jejího čtvrtého studiového alba, Prism. Turné začalo 7. května, 2014 v Belfastu, Severním Irsku v Odyssey aréně. První část bude obsahovat vystoupení v Skotsku a Anglii toho měsíce. Prismatic World Tour zavítalo i do Česka a to 23. února, 2015. Turné skončilo 18. října téhož roku v Alajuela v Kostarice.

## Pozadí a vývoj
Katy poprvé zmínila turné během její události "We Can Survive" v Hollywood Bowl 23. října, 2013. Na události, povzbuzuje své fanoušky k vidění na jejím turné v roce 2014, o tom že její turné bude "magické." Během jejího photo shootu pro Entertainment Weekly 8. října, Katy diskutovala o svém turné, říkajíc, „Turné bude fantastické. Vždycky se to snažím dotáhnout na další úroveň. Myslím si že lidé pochopí jaké turné bude když si poslechnou hudbu“. Také zdůraznila, že bude "velmi blízko" k publiku během turné. Na MTV Europe Music Awards 2013, Katy řekla že její turné bude "méně kreslené" než California Dreams Tour a že to bude "pastva pro oči". V prosincovém interview s Capital FM, Katy prohlásila že turné bude mít menší děj než předchozí turné, říkajíc, „Přinesu všechny ty zvonky a píšťalky jako to bylo naposledy ale nebude to tak velmi vyprávěné. Chci jen prostor abych vyjádřila sama sebe.“. Také řekla „Moc se těším. Včera jsem udělala velké setkání pro turné a viděla jsem všechny ty grafické kresby pódia a je to úplně odlišné od všech ostatních umělců a je to úplně odlišné od toho co jsem kdy dělala. Je to jiné, svěží, čisté a je to vlastně uprostřed publika jak to vypadá.“, vysvětlila Katy.

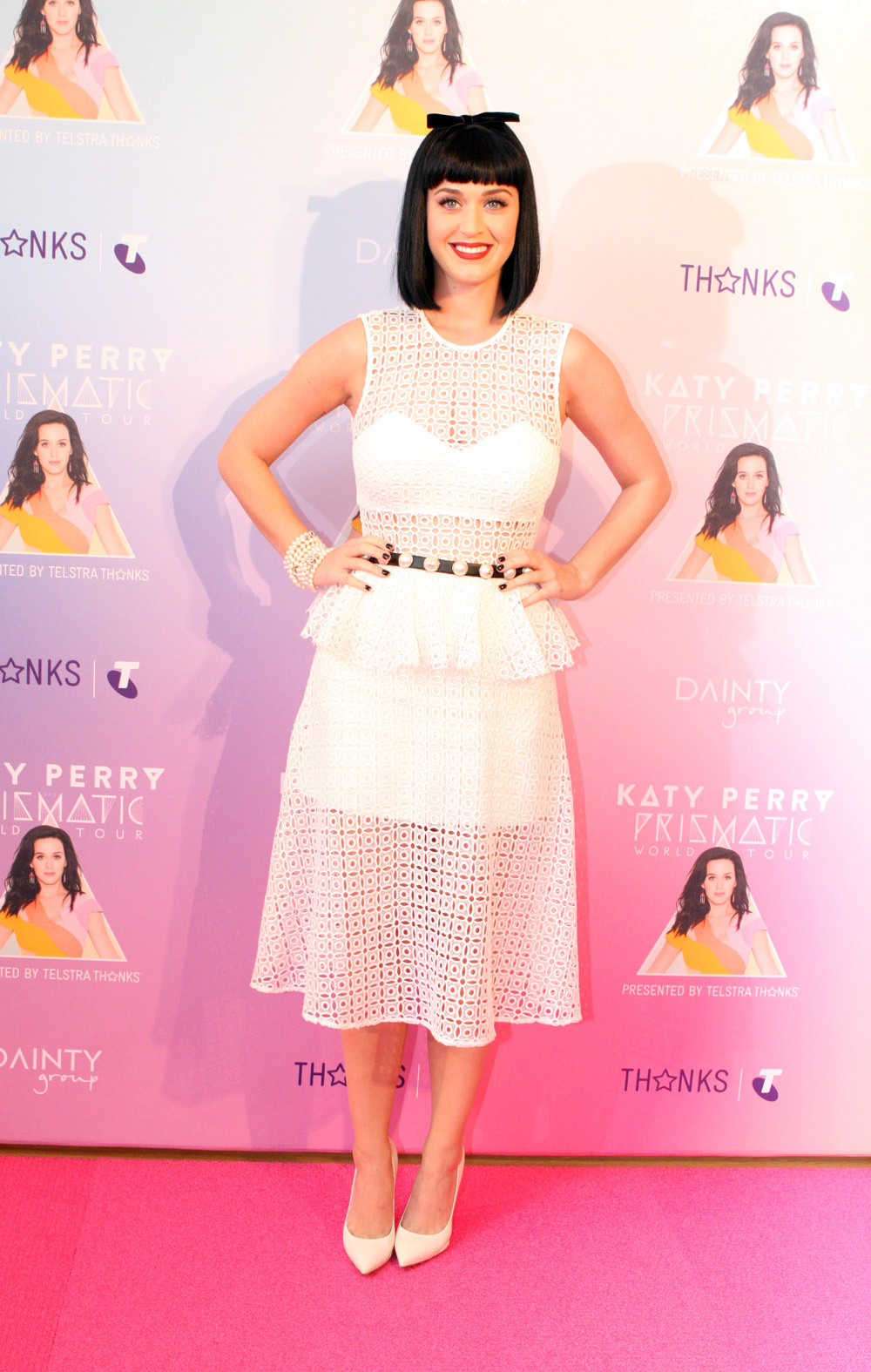
Katy na tiskové konferenci v Sydney.

Katy oznámila turné 18. listopadu, 2013 přes Twitter. Oznámila prvních 11 koncertů v Severním Irsku, Skotsku a Anglii spolu s Iconou Pop jako předkapelu. Podle oficiální tiskové zprávy, turné je navrženo jako "multi-faceted spectacular" a bude obsahovat speciální publikum kolem pódia zvané "The Reflection Section" díky tomu bude Katy svým fanouškům "blíže jako nikdy předtím". Později bylo přidáno 5 dalších koncertů; s první částí naplánovanou na květen 2014. Severoamerická část byla oznámena 15. ledna 2014, obsahující 8 koncertů v Kanadě a 34 koncertů ve Spojených státech probíhajících od června do října 2014.

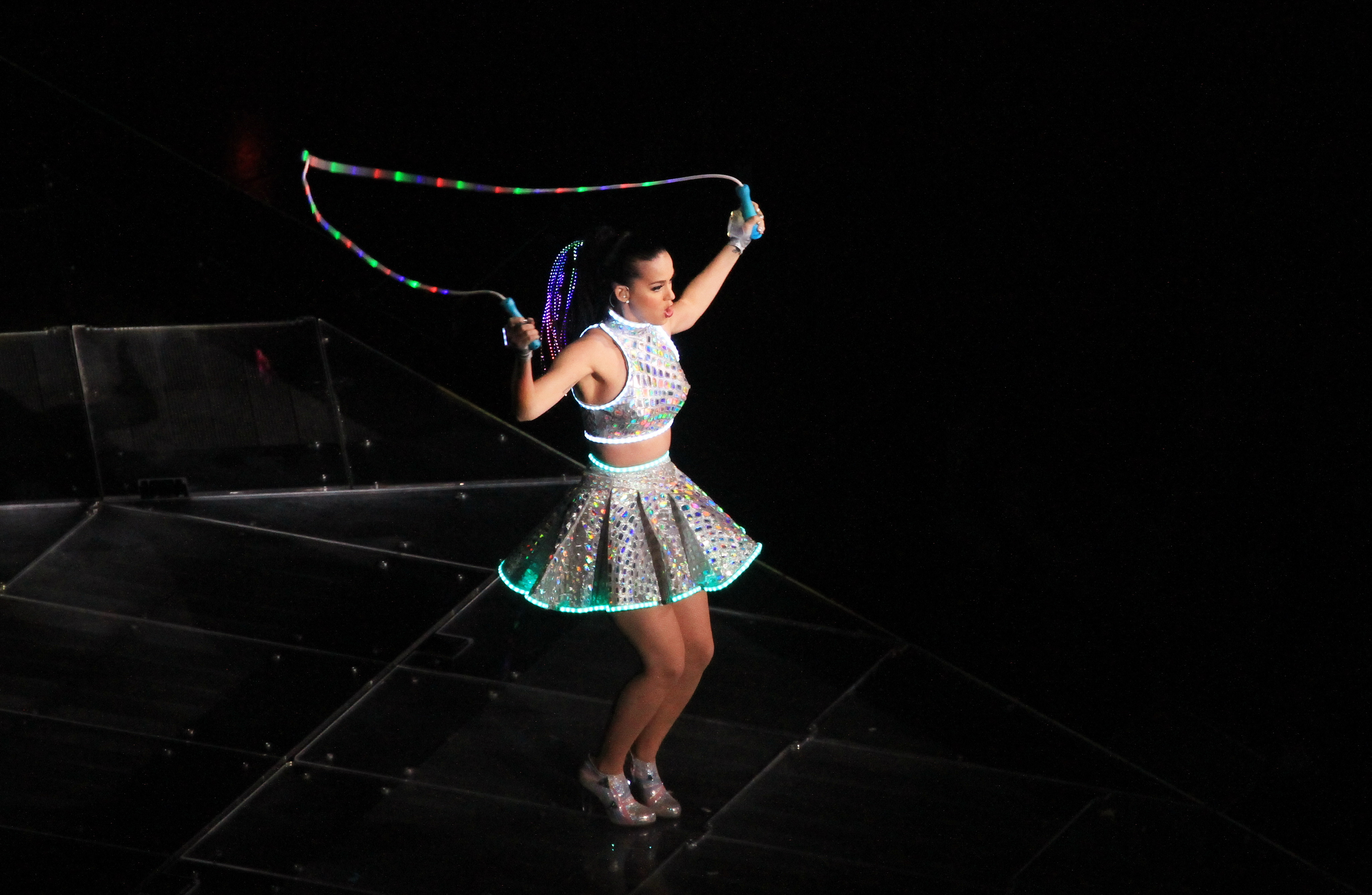
Katy při Roar

## Komerční výkon
První etapa přilákala vysokou poptávku veřejnosti, což má za následek přidání dalších show v Belfastu, Glasgow a Londýně. Brzy poté, Katy přidala další data v Manchesteru a Birminghamu.

## Předskokani na turné
V první části turné, která zahrnovala Anglii, Skotsko a Irsko to bylo švédské duo Icona Pop. V druhé části, která zahrnovala USA, Kanadu a Mexiko bylo více předskokanů. V USA a Kanadě: Capital Cities, Ferras, Kacey Musgraves, v poslední části USA to bylo kanadské duo Tegan and Sara, již zmiňovaný Ferras a zpěvačka Becky G vystoupila na 2 koncertech v Houstonu a poté byla předskokankou v Mexiku.
Na části třetí (Austrálie a Nový Zéland) se předskokankou stala Betty Who a poté jí vystřídala Tove Lo. Celá čtvrtá část, evropská část, která zahrnovala i Prahu, si mohla vychutnat zpěvačku Charli XCX. Na páté části turné se stalo asijské duo The Dolls a v Taipei vystoupil i Ferras.

## Seznam písní

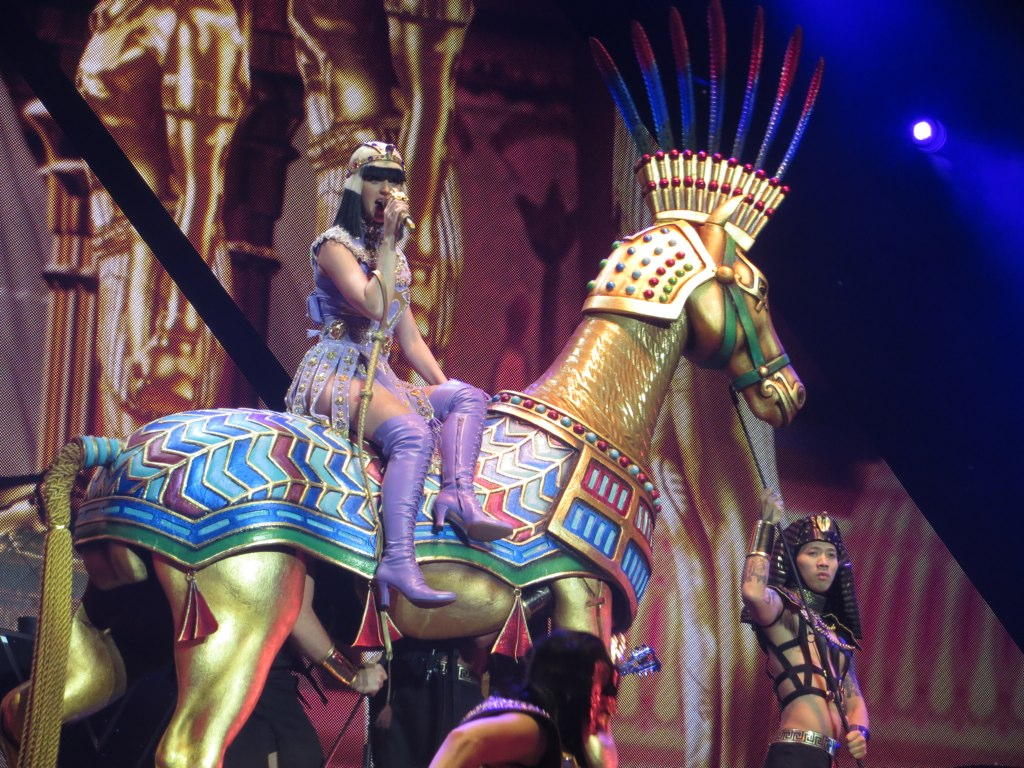
Katy v Glasgow zpívá Dark Horse

Seznam písní nemusí být pro všechny koncerty stejný.

###### 1.ACT - Prismatic
1. Roar
2. Part of Me
3. Wide Awake
4. This Moment / Love Me

#### 2.ACT - Egypt
1. Dark Horse
2. E.T.
3. Legendary Lovers
4. I Kissed a Girl

#### 3.ACT - Kočičí svět
1. Hot n' Cold
2. International Smile / Vouge

#### 4.ACT - Akustika
1. By the Grace of God
2. The One That Got Away / Thinking of You
3. Unconditionally

#### 5.ACT - Party
1. Walking On Air
2. It Takes Two
3. This Is How We Do / Last Friday Night (T.G.I.F.

#### 6.ACT - Neon
1. Teenage Dream
2. California Gurls

#### 7.ACT - Birthday
1. Birthday

#### 8.ACT - Firework
1. Firework

### Seznam písní - Asie a Jižní Amerika

#### 1.ACT - Prismatic
1. Roar
2. Part Of Me
3. Wide Awake

#### 2.ACT - Egypt
1. Dark Horse
2. E.T.
3. Legendary Lovers
4. I Kissed Girl

#### 3.ACT - Kočičí svět
1. Hot n' Cold
2. International Smile / Vouge

#### 4.ACT - Akustika
1. By the Grace Of God
2. The One That Goat Away / Thinking Of You
3. Unconditionally

#### 5.ACT - Party + Neon
1. Walking On Air
2. This Is How We Do / Last Friday Night (T.G.I.F)
3. Teenage Dream
4. California Gurls

#### 6.ACT - Firework
1. Firework

## Části koncertu

### Prismatic
Jedná se o první část koncertu. Začíná tanečním vystoupením tanečníků. Poté následuje uzavírání hranolu ve prostředku stage. Po rozevření se objevuje Katy Perry. Celý koncert je otevřen písní Roar. Následující písní je Part of Me, ve které oběhne celou stage. Další písní je Wide Awake, kterou doplňuje magické barevné osvětlení. Po této písni má Katy menší projev. Po projevu následuje píseň This Moment, při které se objevují hudebníci. Píseň je v půlce přerušena písní Love Me, kterou zakončuje tutu část koncertu.

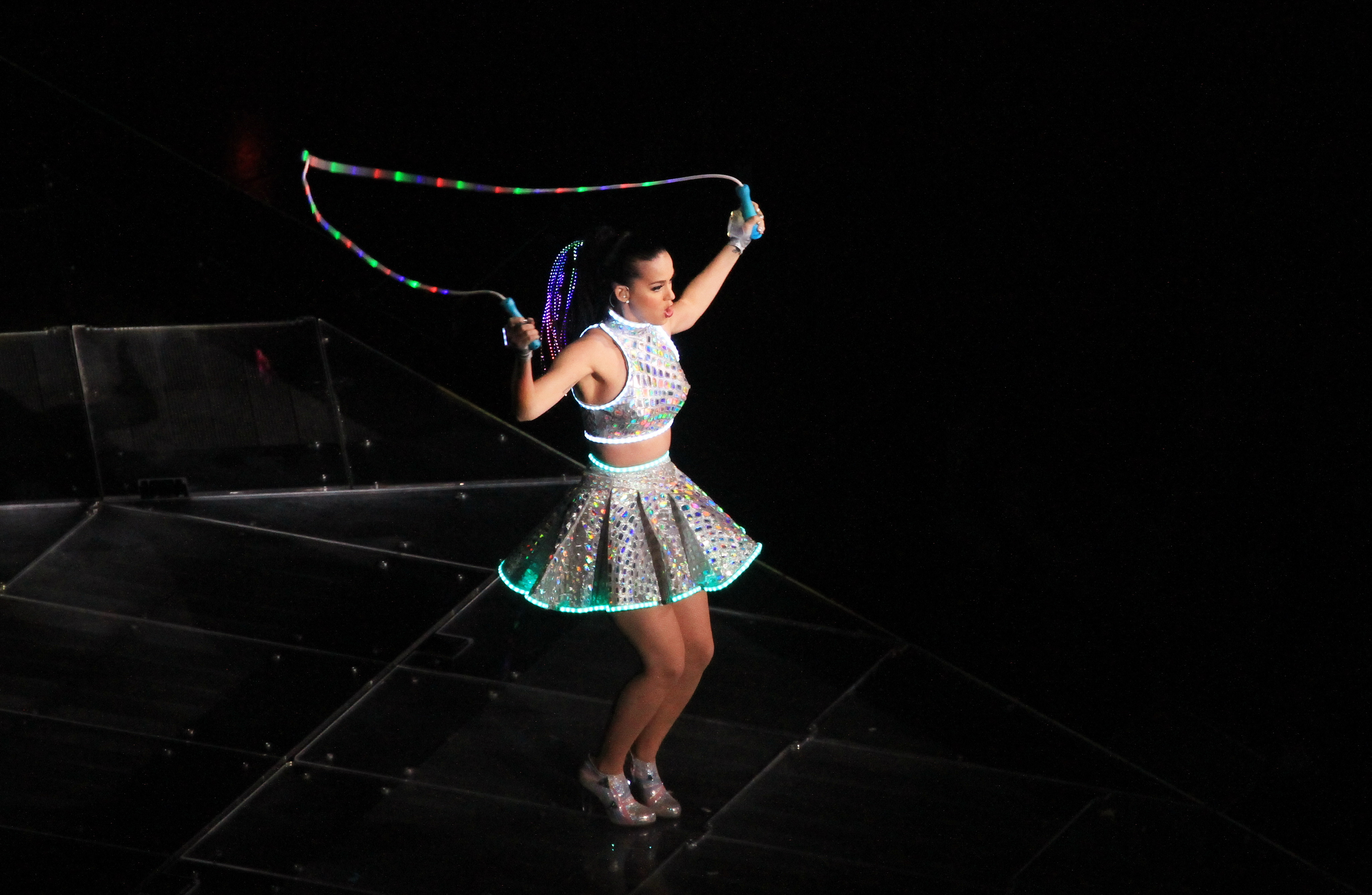
Katy při Roar
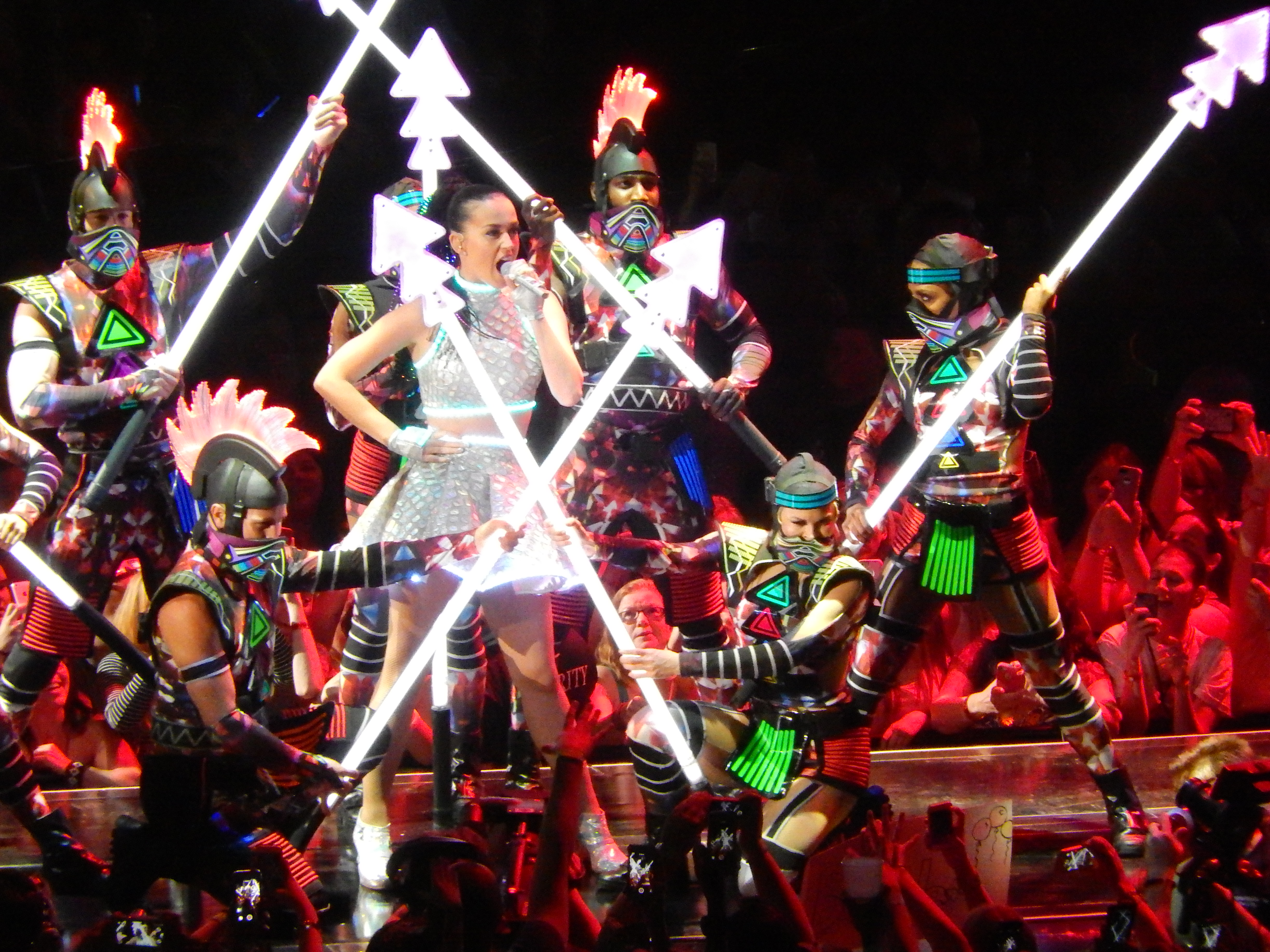
Katy při Part of Me
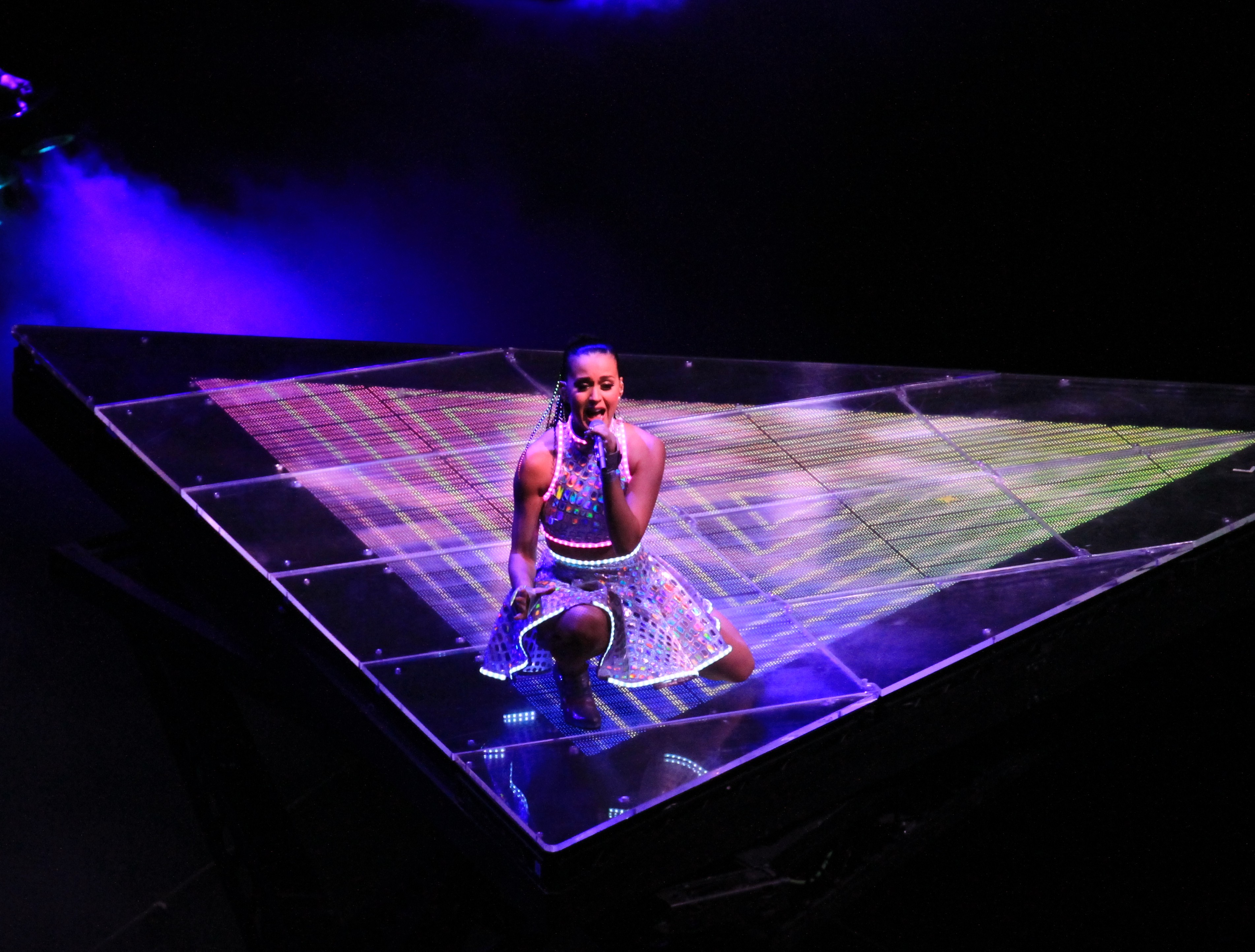
Katy při Wide Awake

### Egypt
Přechod na tuto část je teleport ve tvaru hranolu až se objevují pyramidy. Poté se objevuje Katy na mechanickém koni s písní Dark Horse, při které proběhne jakési "kouzlo" a Katy se objevuje na druhé straně stage na poslední část písně. Na druhé části stage začíná zpívat píseň E.T., v průběhu refrénu se přesouvá na zpáteční část stage. V průběhu třetí sloky se vznáší zavěšená na konstrukci diamantu. Následuje píseň Legendary Lovers a poté I Kissed A Girl.

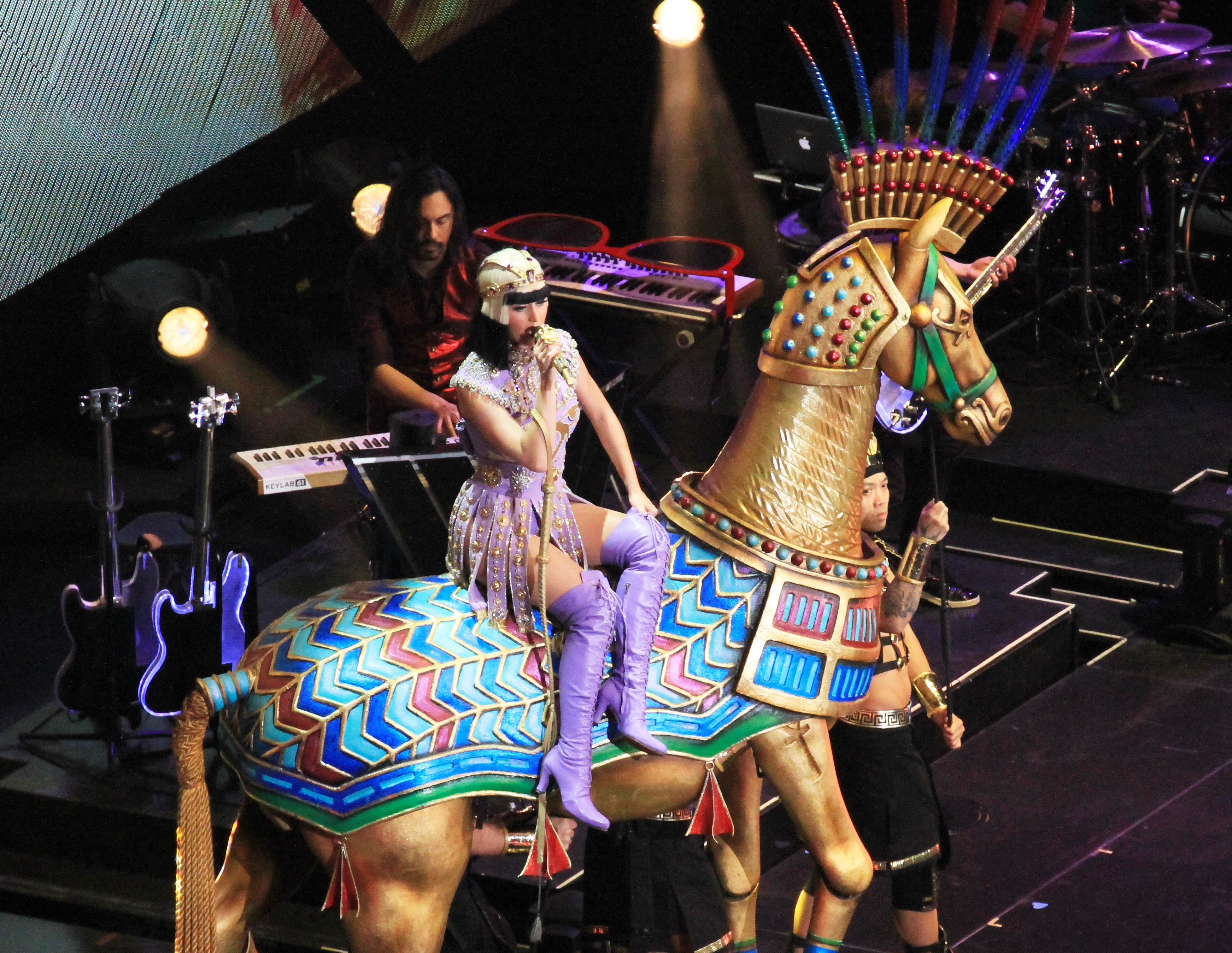
Katy při Dark Horse
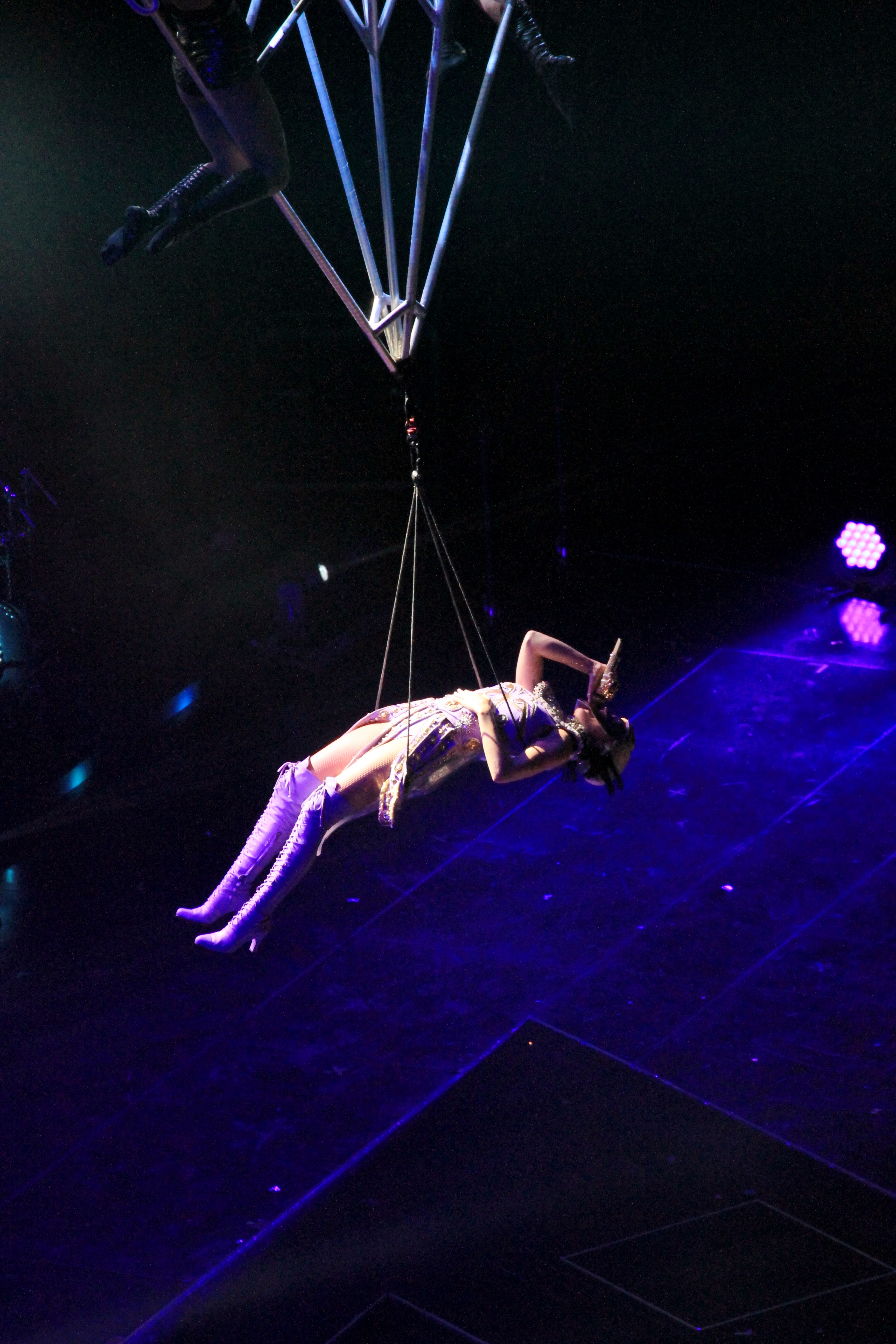
Katy při E.T.
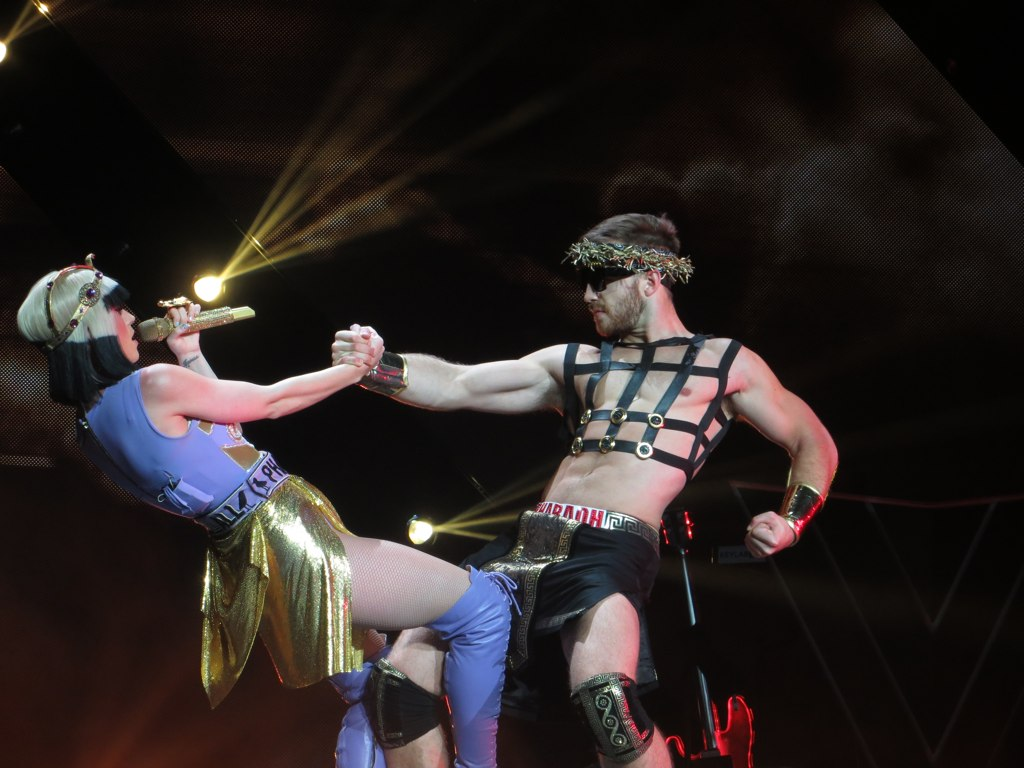
Katy při Legendary Lovers

### Kočíčí svět
Část začíná prohlídka města koček – Kittywood. Poté jakási verze Hot N Cold a píseň International Smile.

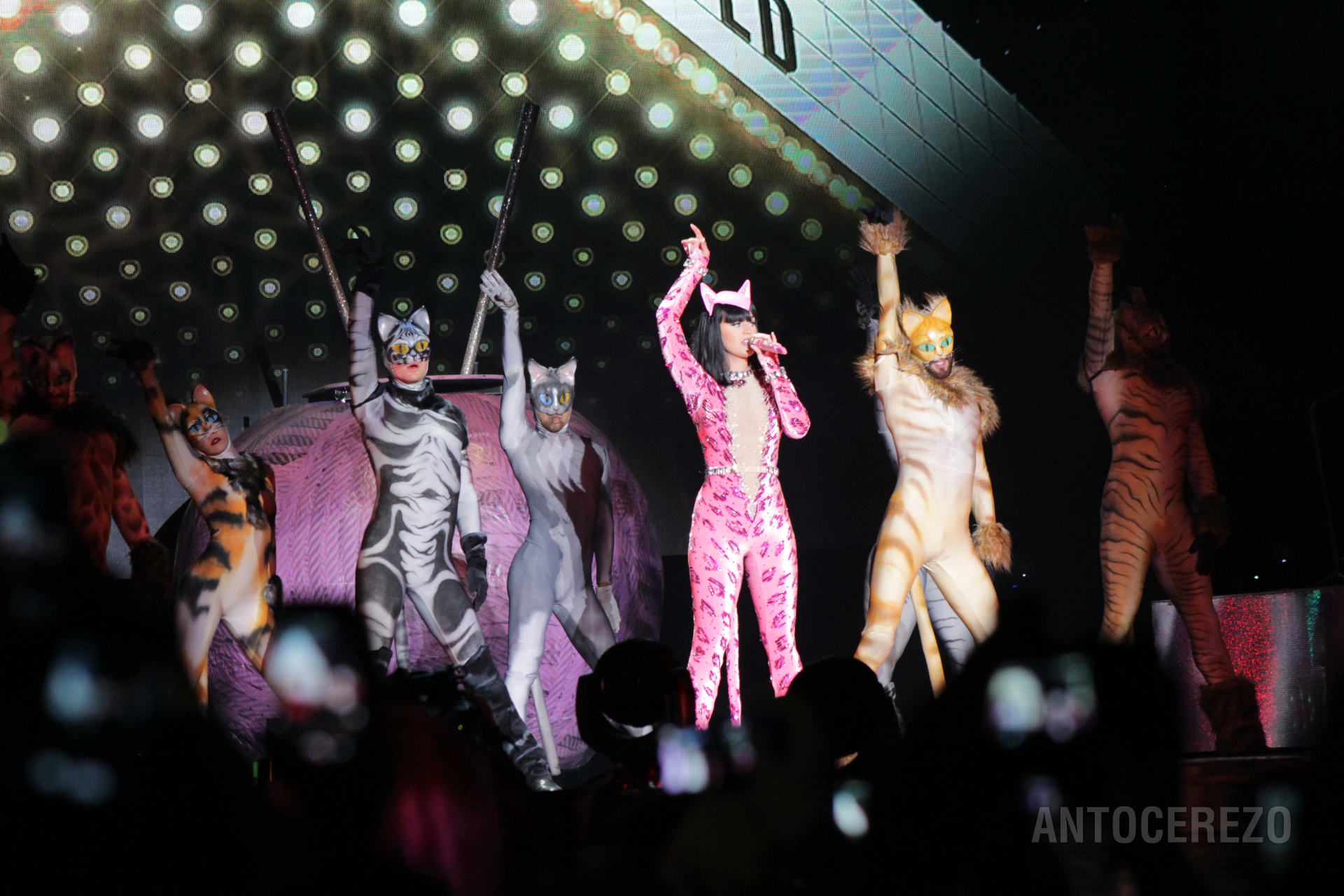
Katy při Hot N Cold
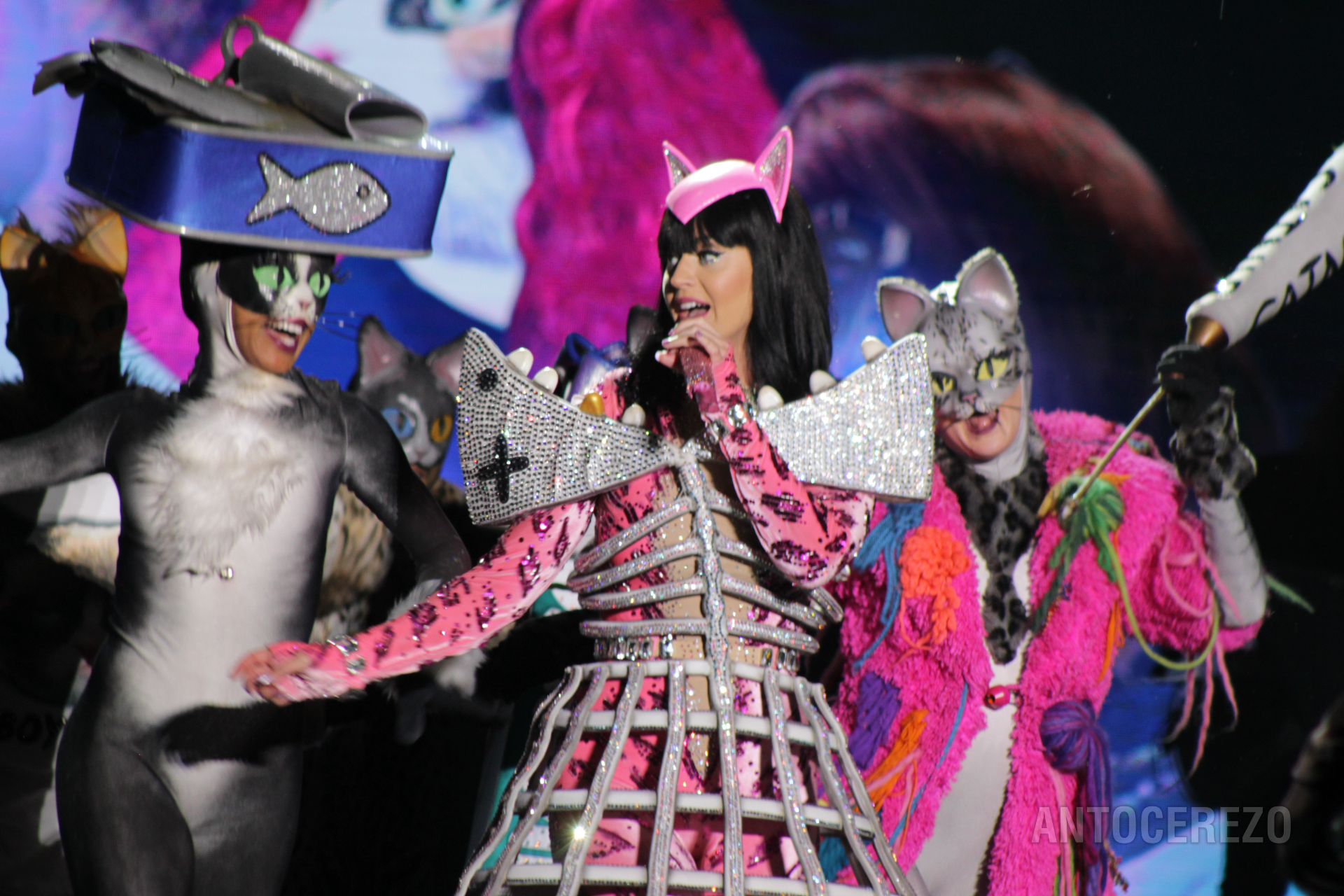
Katy při International Smile.

### Akustika
Na začátku této části má Katy menší selfie chvilku. Pro země s obyvateli mluvící anglicky vždy vybere nějakého fanouška, který má na sobě nějaký kostým vztahující se ke Katy a ta se s ním udělá selfie. Pro ostatní země vždy vybere fanouška, aby ji naučil nějaká slovíčka jeho jazykem a jako odměna následuje selfie s Katy. Poté následuje píseň By The Grace Of God, poté mix písně Thinking Of You a The One That Got Away. Jako poslední píseň následuje Unconditionally.

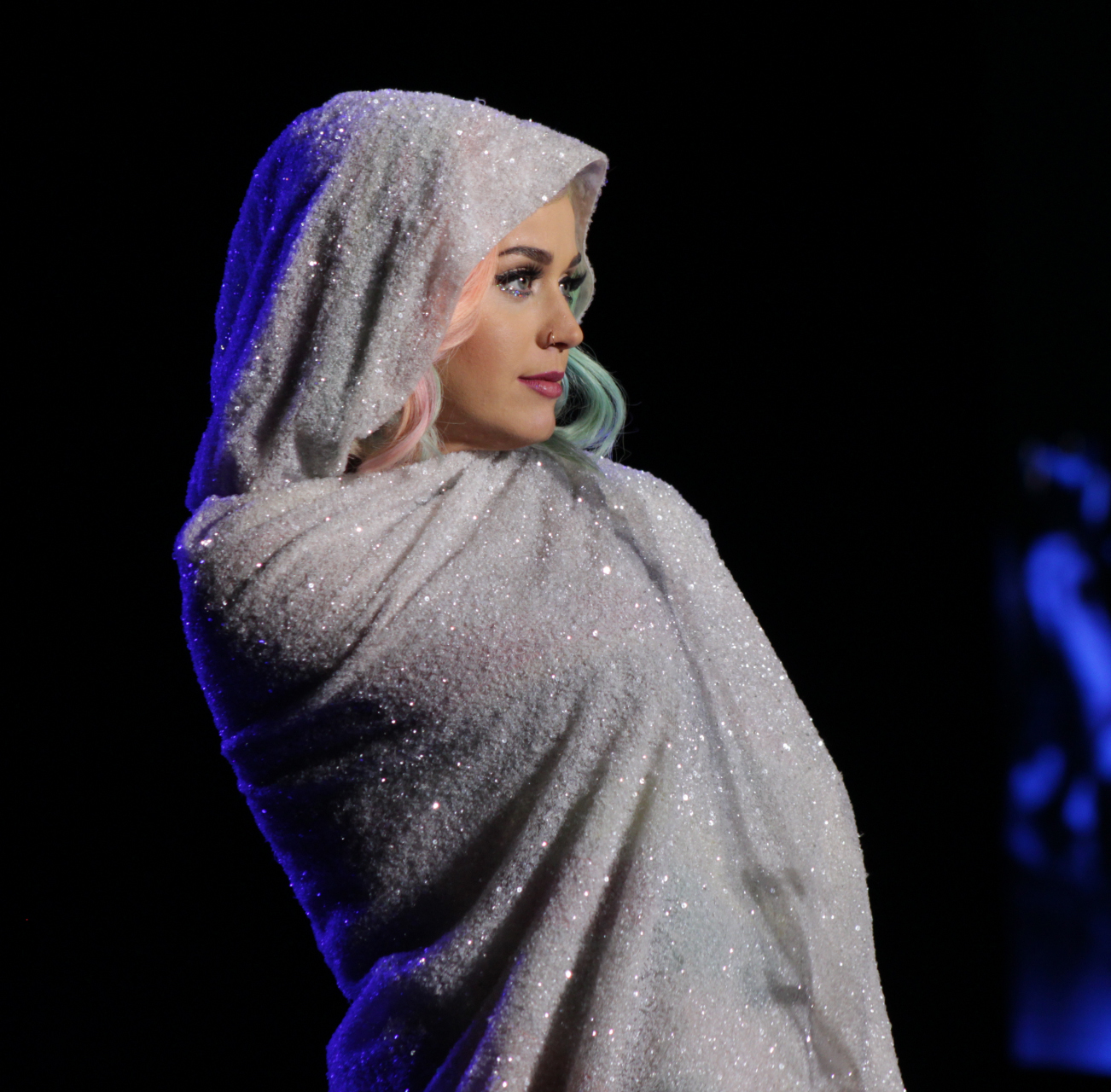
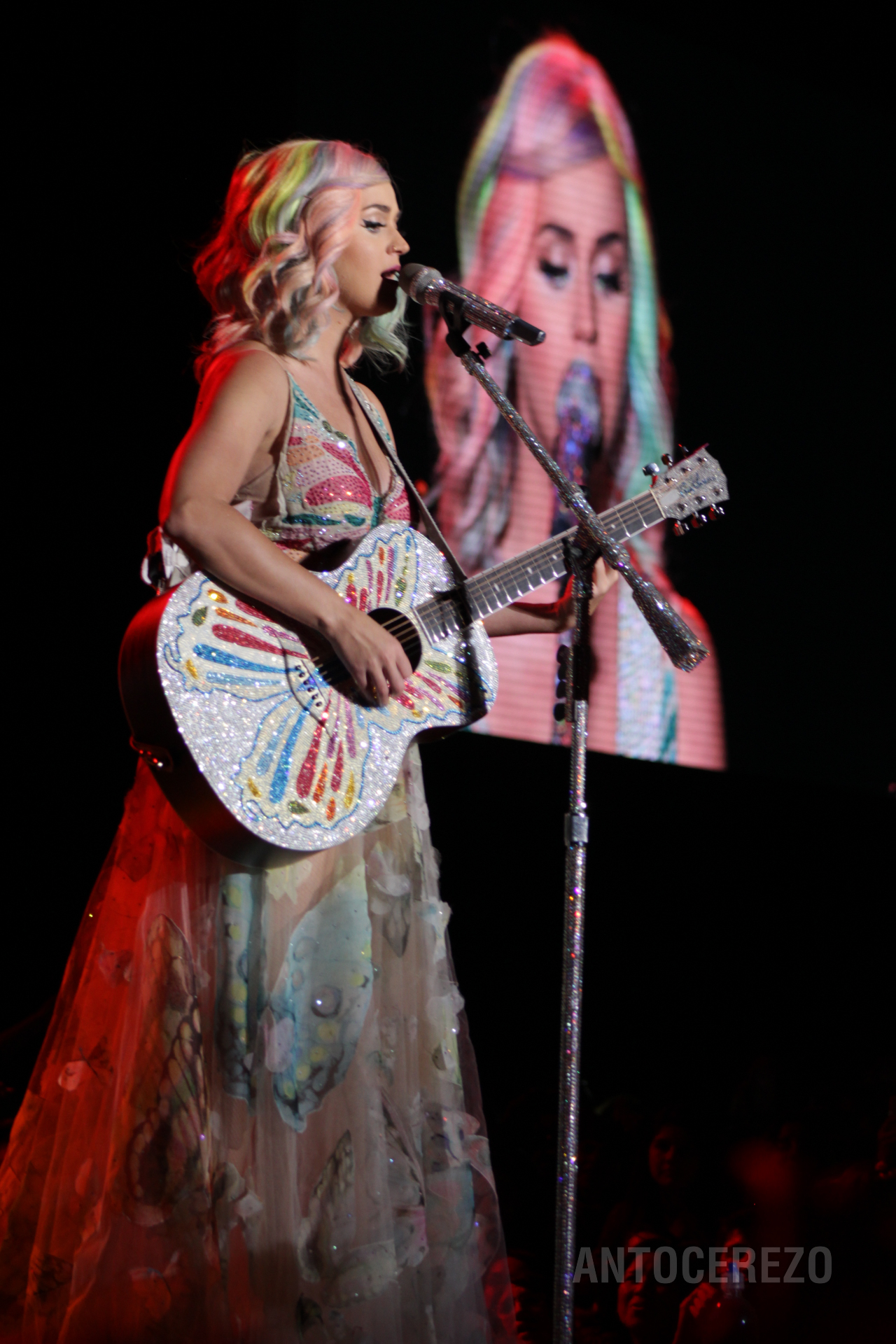
Katy zpívá Thinking of You a The One That Got Away
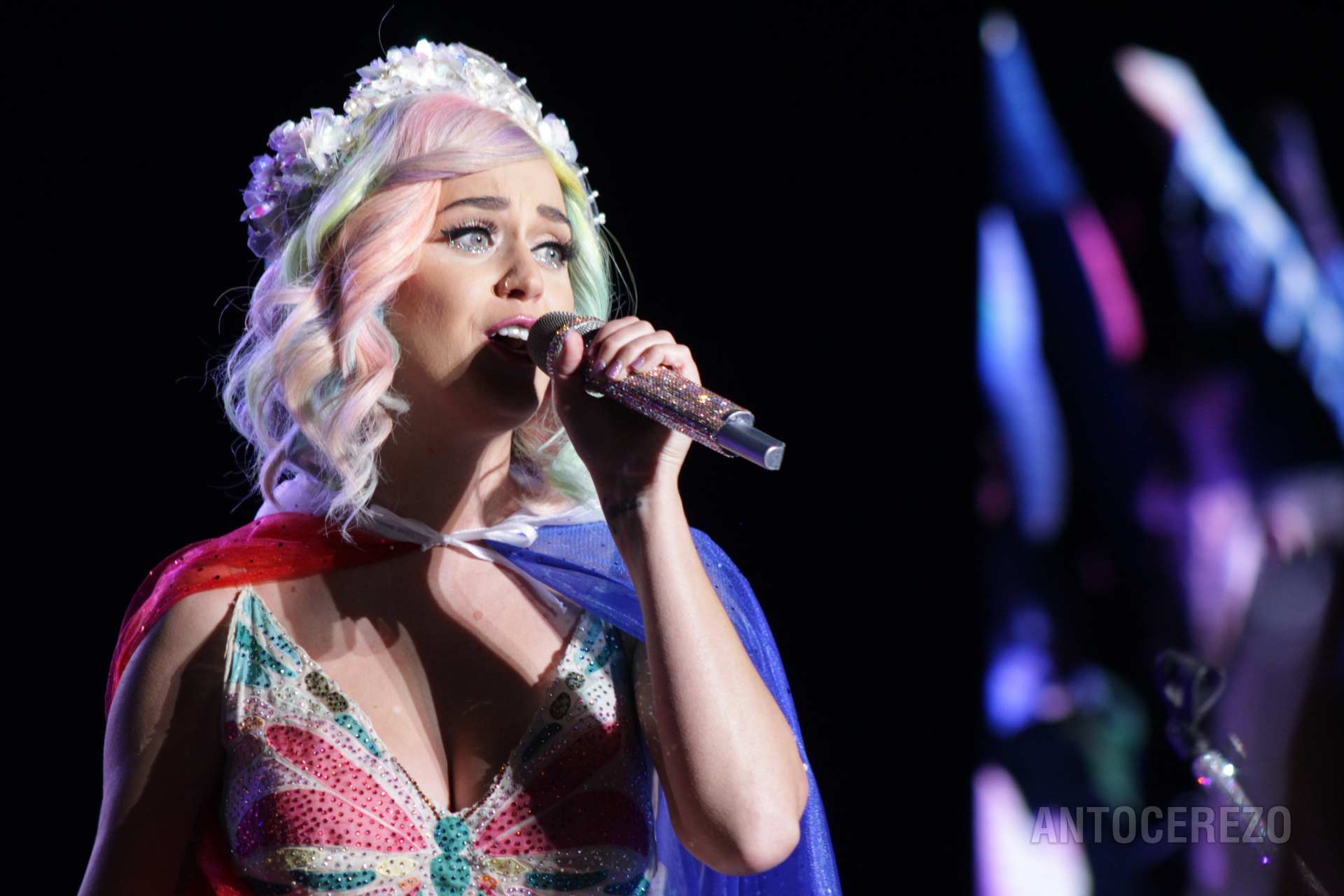
Katy při Unconditionally

### Party
Část začíná menší přehlídkou tanečníků s tanci a pěveckým vystoupením vokálistek. Pak nastupuje Katy s písní Walking On Air a v průběhu druhé sloky se Katy vznese a za pomoci látky, která má simbolizovat to, že chodí po nebi. Následuje píseň It Takes Two, která se vynese veprostřed stage do vzduchu se sukní se vzory Jing Jang. Poté zpívá This Is How We Do, která je podruhé sloce vystřídána písní Last Friday Night (T.G.I.F).

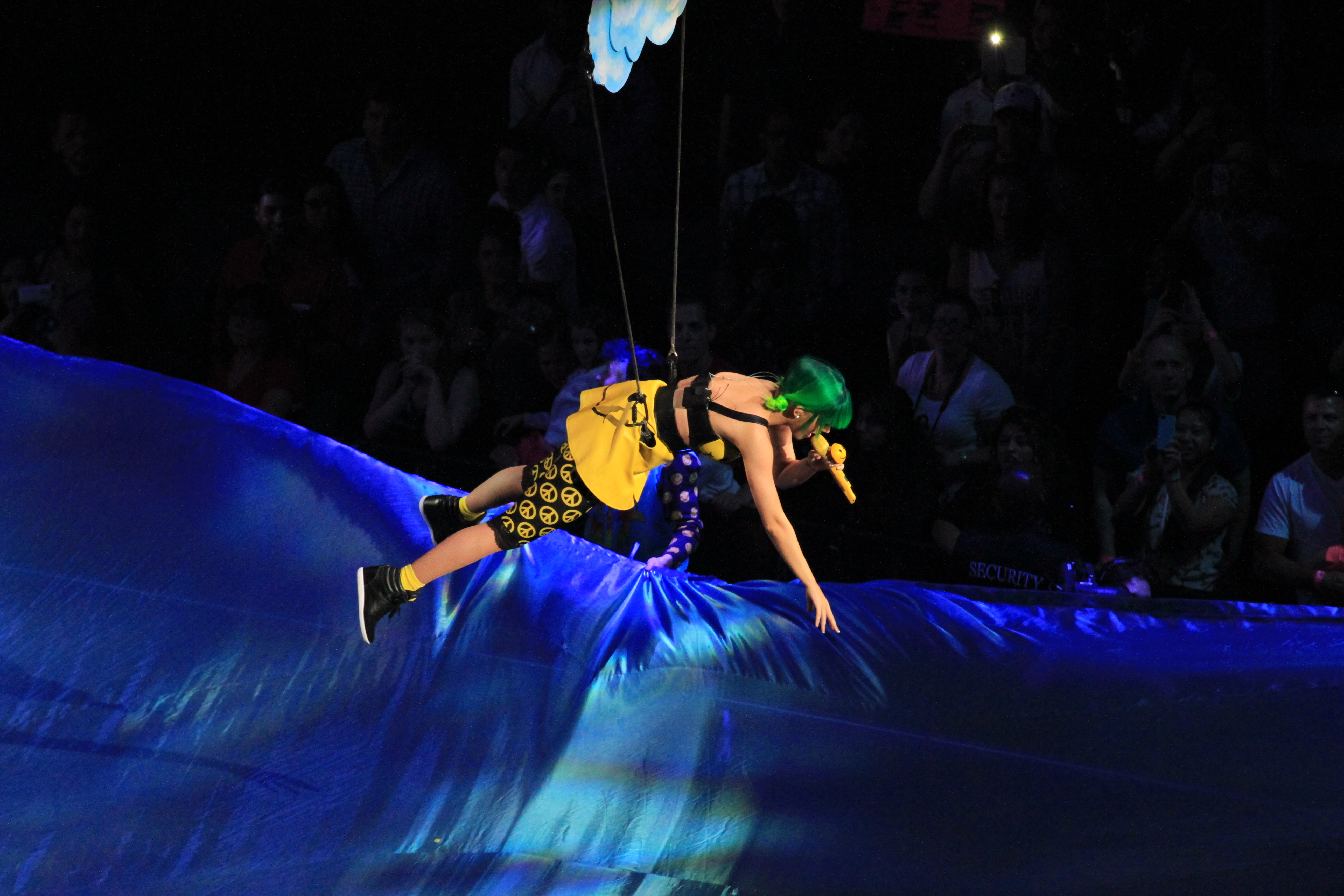
Katy zpívá Walking on Air ve vzduchu
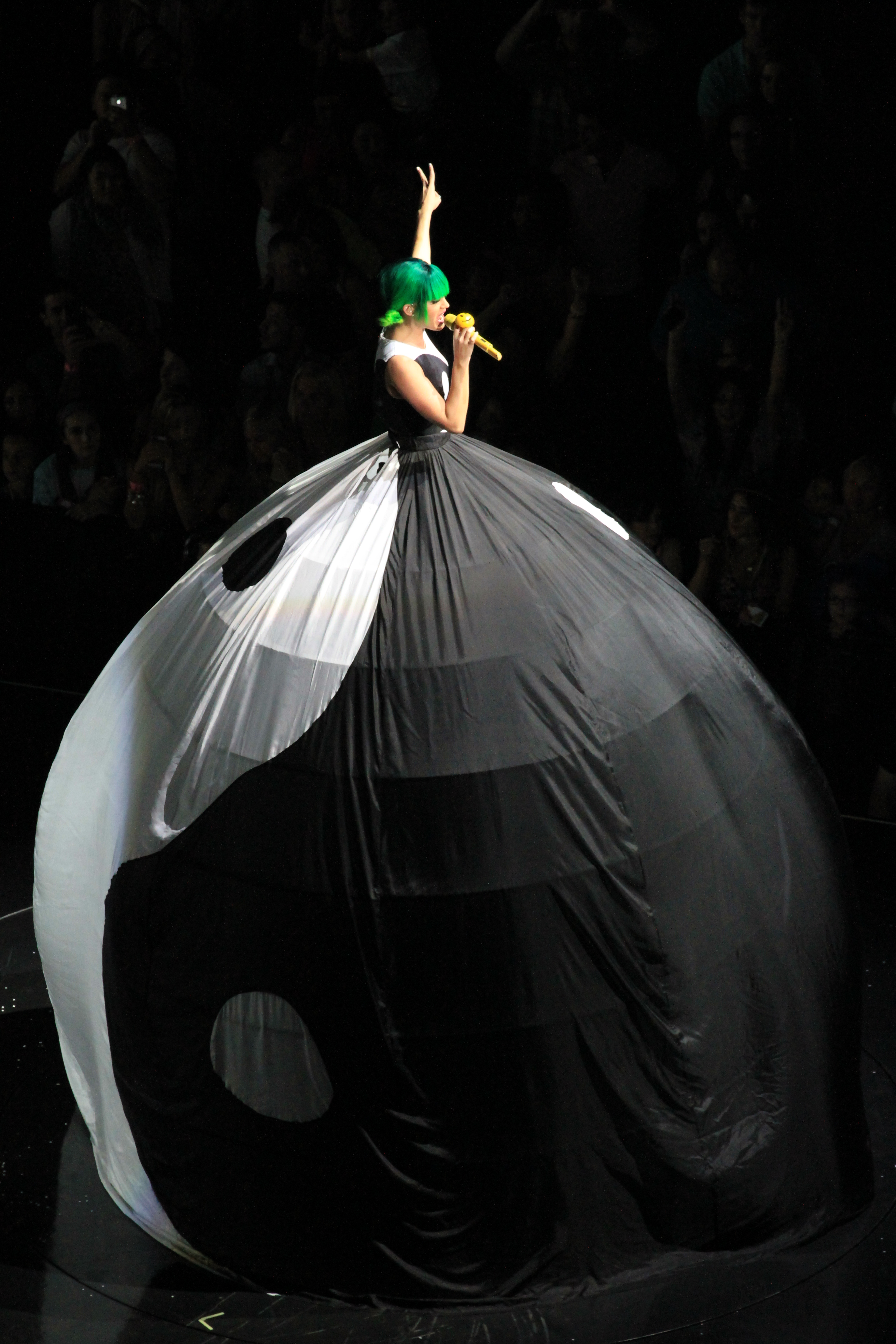
Katy při It Takes Two
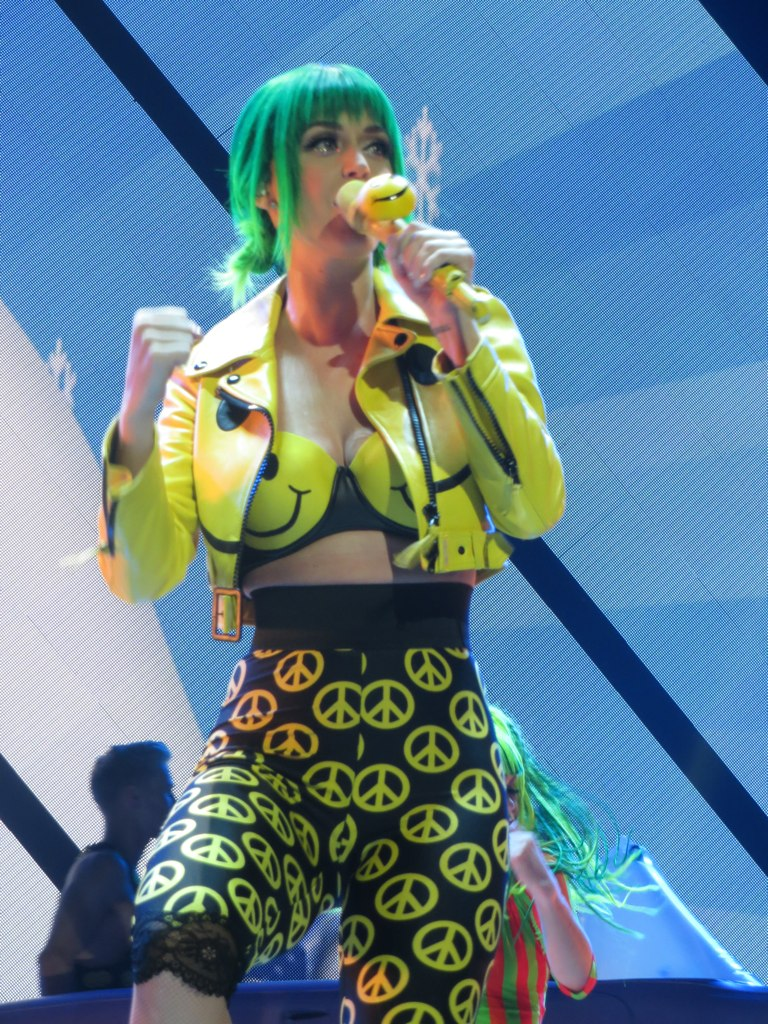
Katy zpívá This Is How We Do

### Neon
Přechod je míchánicí barev na obrazovce s podhudbou Peacock. Po tomto přechodu se Katy objevuje na druhé straně stage s písní Teenage Dream. Pak následuje skladba California Gurls, při které i tancovala u písmen, ze který tanečníci skládali slova jako Hollywood – OOH a další. 

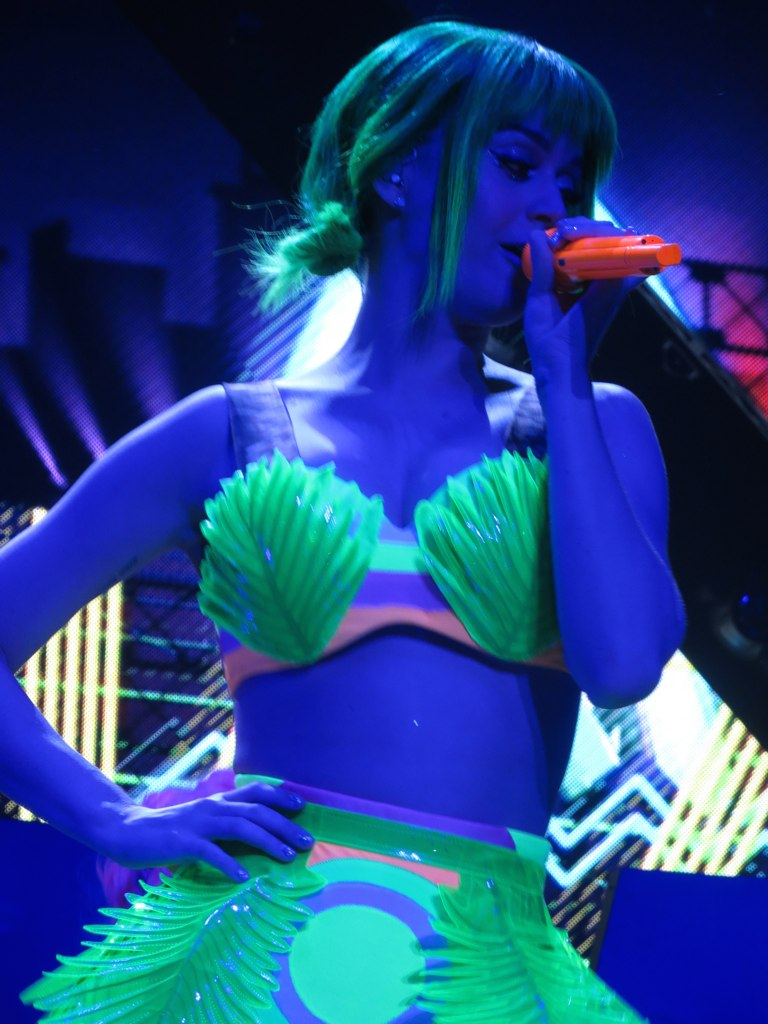
Katy při California Gurls
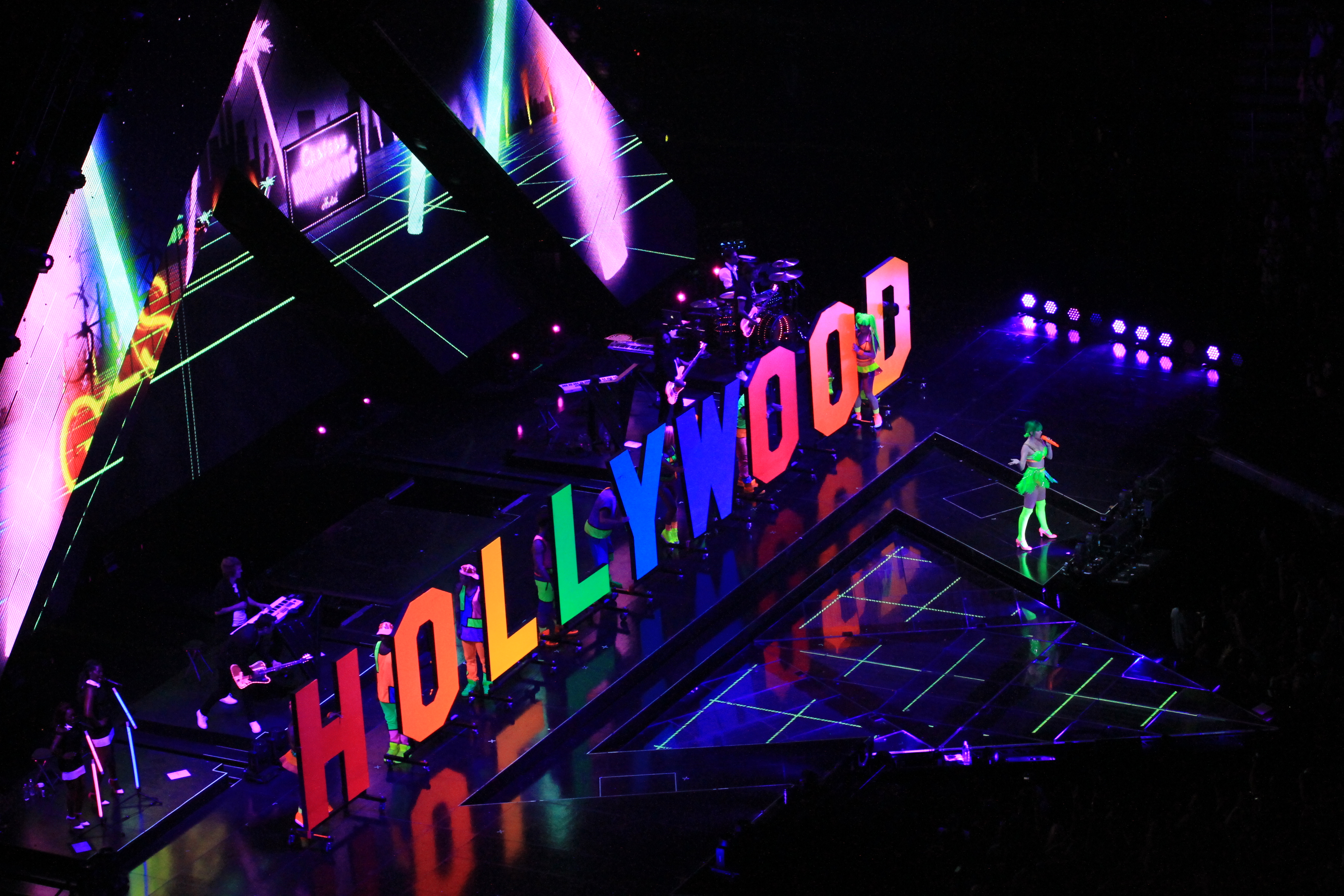
Katy při California Gurls

### Birthday
Při této písni Katy posadila do oslavaneckého křesla fanouška, který slavil narozeniny v době koncertu. Jako dárek dostal selfie s Katy a oslavenecký klobouk. Během třetího refrénu Katy obletěla zavěšená na baloncích celou halu. A nakonci děkuje svým hudebníkům, tanečníkům a všem fanouškům.

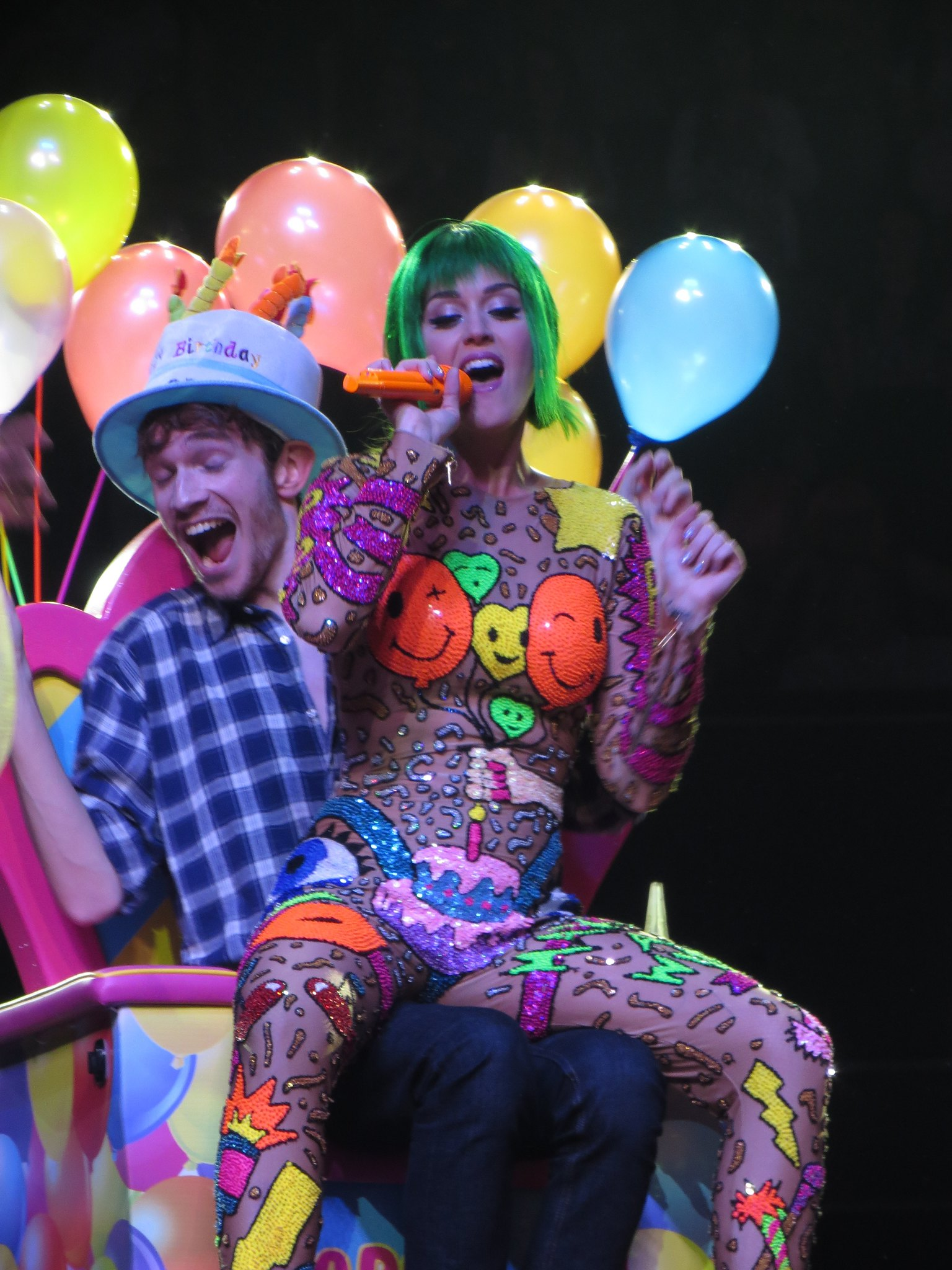
Katy s fanouškem
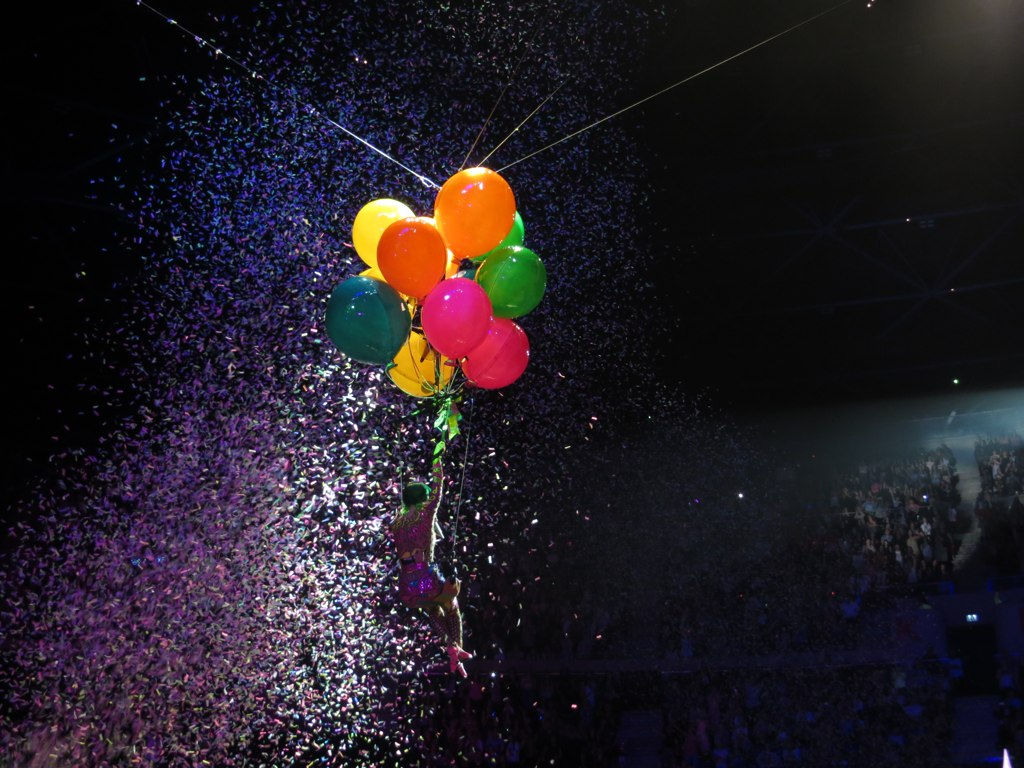
Katy obletává halu

### Firework
Tato poslední část začíná upozorněním, že začíná PRISM – VISION. Tote se objevuje Katy s písní Firework. Projekce písně je dělána 3D. Proto všichni účastníci při vstupu do haly dostali 3D brýle a upozornění vedlo, aby si brýle nasadili. Část končí uzavřením hranolu s Katy, ve kterém se na začátku objevila.

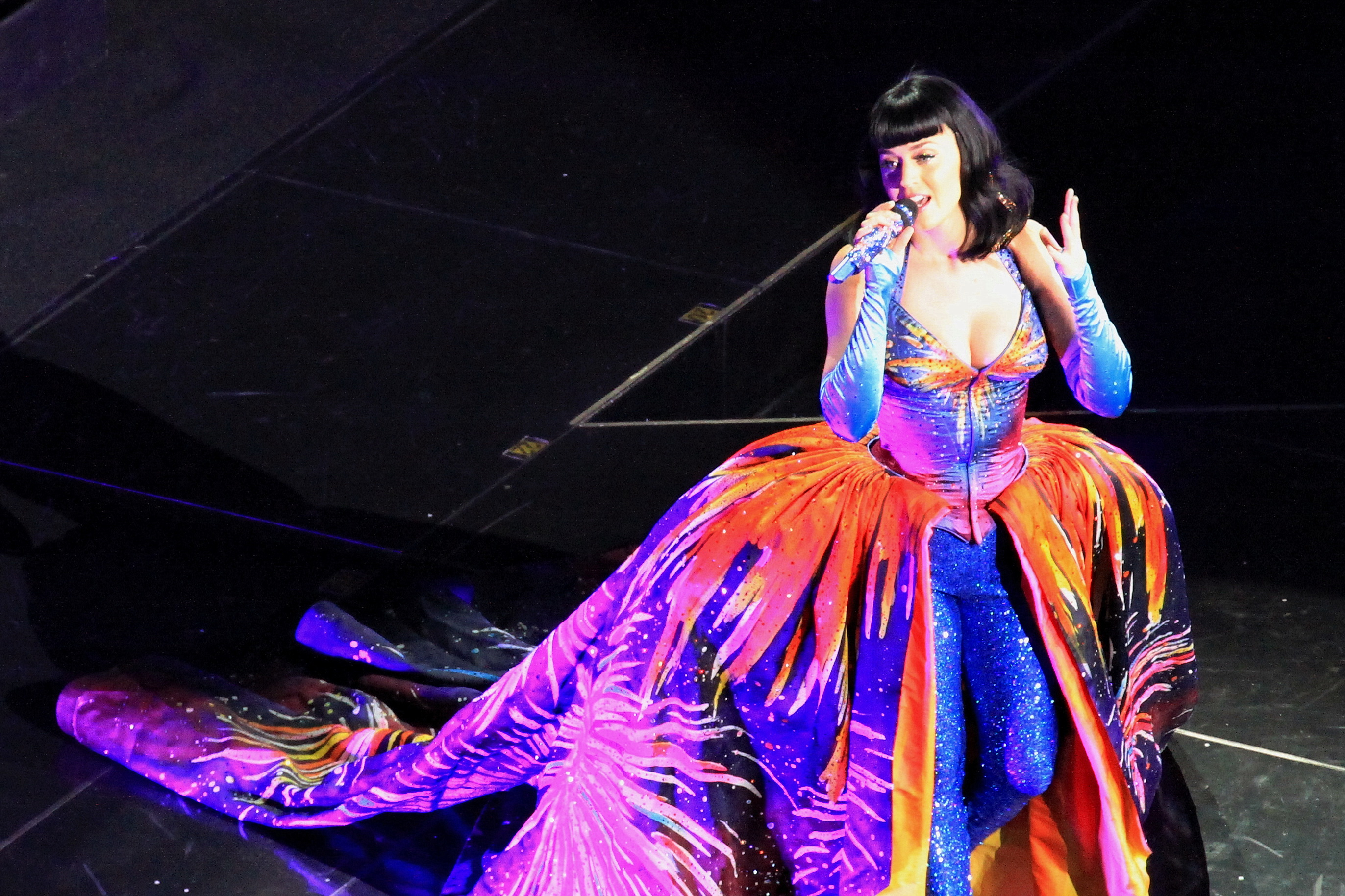
Katy zpívá Firework
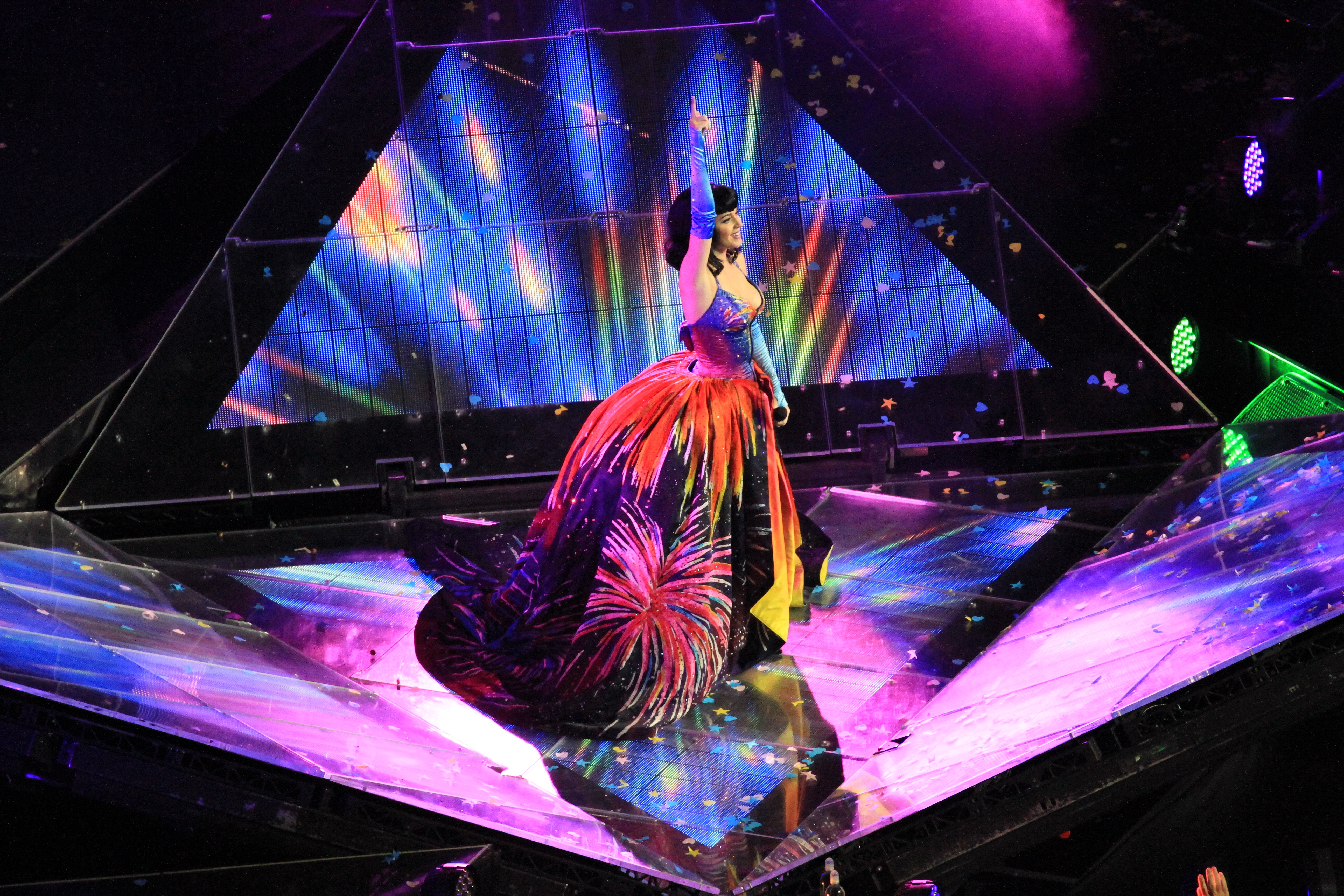
Katy se loučí s fanoušky na konci koncertu

## Seznam koncertů
| Datum               | Město             | Stát          | Místo                           | Účast                         | Příjem       |
| Evropa              | Evropa            | Evropa        | Evropa                          | Evropa                        | Evropa       |
| ------------------- | ----------------- | ------------- | ------------------------------- | ----------------------------- | ------------ |
| 7. května 2014      | Belfast           | Severní Irsko | Odyssey Arena                   | 18 553 / 18 553               | $ 1 658 690  |
| 8. května 2014      | Belfast           | Severní Irsko | Odyssey Arena                   | 18 553 / 18 553               | $ 1 658 690  |
| 10. května 2014     | Newcastle         | Anglie        | Metro Radio Arena               | —                             | —            |
| 11. května 2014     | Nottingham        | Anglie        | Capital FM Arena                | —                             | —            |
| 13. května 2014     | Birmingham        | Anglie        | LG Arena                        | —                             | —            |
| 14. května 2014     | Birmingham        | Anglie        | LG Arena                        | —                             | —            |
| 17. května 2014     | Glasgow           | Skotsko       | SSE Hydro Arena                 | —                             | —            |
| 18. května 2014     | Glasgow           | Skotsko       | SSE Hydro Arena                 | —                             | —            |
| 20. května 2014     | Manchester        | Anglie        | Phones 4U Arena                 | 21 343 / 24 951               | $ 1 796 590  |
| 21. května 2014     | Liverpool         | Anglie        | Echo Arena Liverpool            | —                             | —            |
| 23. května 2014     | Sheffield         | Anglie        | Motorpoint Arena                | —                             | —            |
| 24. května 2014     | Manchester        | Anglie        | Phones 4U Arena                 | —                             | —            |
| 27. května 2014     | Londýn            | Anglie        | The O2 Arena                    | 53 871 / 63 574               | $ 5 023 470  |
| 28. května 2014     | Londýn            | Anglie        | The O2 Arena                    | 53 871 / 63 574               | $ 5 023 470  |
| 30. května 2014     | Londýn            | Anglie        | The O2 Arena                    | 53 871 / 63 574               | $ 5 023 470  |
| 31. května 2014     | Londýn            | Anglie        | The O2 Arena                    | 53 871 / 63 574               | $ 5 023 470  |
| Severní Amerika     |                   |               |                                 |                               |              |
| 22. června 2014     | Raleigh           | Spojené státy | PNC Arena                       | 13 704 / 13 704               | $ 1 461 008  |
| 24. června 2014     | Washington, D.C.  | Spojené státy | Verizon Center                  | 26 508 / 26 508               | $ 3 293 503  |
| 25. června 2014     | Washington, D.C.  | Spojené státy | Verizon Center                  | 26 508 / 26 508               | $ 3 293 503  |
| 27. června 2014     | Nashville         | Spojené státy | Bridgestone Arena               | 13 487 / 13 487               | $ 1 567 175  |
| 28. června 2014     | Atlanta           | Spojené státy | Philips Arena                   | 12 843 / 12 843               | $ 1 525 349  |
| 30. června 2014     | Tampa             | Spojené státy | Tampa Forum                     | 13 680 / 13 680               | $ 1 503 644  |
| 2. července 2014    | Sunrise           | Spojené státy | BB&T Center                     | 12 888 / 12 888               | $ 1 382 655  |
| 3. července 2014    | Miami             | Spojené státy | American Airlines Arena         | 13 543 / 13 543               | $ 1 432 275  |
| 7. července 2014    | Uncasville        | Spojené státy | Mohegan Sun Arena               | 6 286 / 6 541                 | $ 941 786    |
| 9. července 2014    | Manhattan         | Spojené státy | Madison Square Garden           | 13 846 / 13 846               | $ 2 047 284  |
| 11. července 2014   | Newark            | Spojené státy | Prudential Center               | 25 584 / 25 584               | $ 3 363 432  |
| 12. července 2014   | Newark            | Spojené státy | Prudential Center               | 25 584 / 25 584               | $ 3 363 432  |
| 15. července 2014   | Montreal          | Kanada        | Bell Centre                     | 14 284 / 14 284               | $ 1 332 540  |
| 16. července 2014   | Ottawa            | Kanada        | Canadian Tire Centre            | 13 260 / 13 260               | $ 1 053 260  |
| 18. července 2014   | Toronto           | Kanada        | Air Canada Centre               | 44 556 / 44 556               | $ 4 403 610  |
| 19. července 2014   | Toronto           | Kanada        | Air Canada Centre               | 44 556 / 44 556               | $ 4 403 610  |
| 21. července 2014   | Toronto           | Kanada        | Air Canada Centre               | 44 556 / 44 556               | $ 4 403 610  |
| 22. července 2014   | Pittsburgh        | Spojené státy | Consol Energy Center            | 13 909 / 13 909               | $ 1 440 835  |
| 24. července 2014   | Brooklyn          | Spojené státy | Barclays Center                 | 27 823 / 27 823               | $ 3 280 455  |
| 25. července 2014   | Brooklyn          | Spojené státy | Barclays Center                 | 27 823 / 27 823               | $ 3 280 455  |
| 1. srpna 2014       | Boston            | Spojené státy | TD Garden                       | 26 227 / 26 227               | $ 3 178 415  |
| 2. srpna 2014       | Boston            | Spojené státy | TD Garden                       | 26 227 / 26 227               | $ 3 178 415  |
| 4. srpna 2014       | Philadelphia      | Spojené státy | Wells Fargo Center              | 28 213 / 28 213               | $ 2 952 334  |
| 5. srpna 2014       | Philadelphia      | Spojené státy | Wells Fargo Center              | 28 213 / 28 213               | $ 2 952 334  |
| 7. srpna 2014       | Chicago           | Spojené státy | United Center                   | 27 851 / 27 851               | $ 3 369 142  |
| 8. srpna 2014       | Chicago           | Spojené státy | United Center                   | 27 851 / 27 851               | $ 3 369 142  |
| 10. srpna 2014      | Grand Rapids      | Spojené státy | Van Andel Arena                 | 10 286 / 10 286               | $ 787 474    |
| 11. srpna 2014      | Auburn Hills      | Spojené státy | The Palace of Auburn Hills      | 13 888 / 13 888               | $ 1 363 889  |
| 13. srpna 2014      | Columbus          | Spojené státy | Nationwide Arena                | 14 138 / 14 138               | $ 1 391 453  |
| 14. srpna 2014      | Cleveland         | Spojené státy | Quicken Loans Arena             | 15 376 / 15 376               | $ 1 336 244  |
| 16. srpna 2014      | Louisville        | Spojené státy | KFC Yum! Center                 | 16 306 / 16 306               | $ 1 607 190  |
| 17. srpna 2014      | St. Louis         | Spojené státy | Scottrade Center                | 14 395 / 14 395               | $ 1 463 826  |
| 19. srpna 2014      | Kansas City       | Spojené státy | Sprint Center                   | 13 132 / 13 132               | $ 1 219 456  |
| 20. srpna 2014      | Lincoln           | Spojené státy | Pinnacle Bank Arena             | 13 693 / 13 693               | $ 1 217 100  |
| 22. srpna 2014      | Minneapolis       | Spojené státy | Target Center                   | 13 718 / 13 718               | $ 1 357 694  |
| 23. srpna 2014      | Fargo             | Spojené státy | Fargodome                       | 21 843 / 21 843               | $ 1 660 459  |
| 26. srpna 2014      | Winnipeg          | Kanada        | MTS Centre                      | 11 858 / 11 858               | $ 956 695    |
| 28. srpna 2014      | Saskatoon         | Kanada        | Credit Union Centre             | 12 379 / 12 379               | $ 940 310    |
| 29. srpna 2014      | Calgary           | Kanada        | Scotiabank Saddledome           | 12 295 / 12 295               | $ 1 239 040  |
| 31. srpna 2014      | Edmonton          | Kanada        | Rexall Place                    | 25 112 / 25 112               | $ 2 161 810  |
| 1. září 2014        | Edmonton          | Kanada        | Rexall Place                    | 25 112 / 25 112               | $ 2 161 810  |
| 9. září 2014        | Vancouver         | Kanada        | Pepsi Live v Rogers Arena       | 27 462 / 27 462               | $ 2 680 950  |
| 10. září 2014       | Vancouver         | Kanada        | Pepsi Live v Rogers Arena       | 27 462 / 27 462               | $ 2 680 950  |
| 12. září 2014       | Portland          | Spojené státy | Moda Center                     | 13 675 / 13 675               | $ 1 137 015  |
| 13. září 2014       | Tacoma            | Spojené státy | Tacoma Dome                     | 19 902 / 19 902               | $ 1 764 933  |
| 16. září 2014       | Anaheim           | Spojené státy | Honda Center                    | 23 374 / 23 374               | $ 2 619 670  |
| 17. září 2014       | Anaheim           | Spojené státy | Honda Center                    | 23 374 / 23 374               | $ 2 619 670  |
| 19. září 2014       | Los Angeles       | Spojené státy | Staples Center                  | 28 791 / 28 791               | $ 3 606 823  |
| 20. září 2014       | Los Angeles       | Spojené státy | Staples Center                  | 28 791 / 28 791               | $ 3 606 823  |
| 22. září 2014       | San Jose          | Spojené státy | SAP Center                      | 25 173 / 25 173               | $ 2 963 031  |
| 23. září 2014       | San Jose          | Spojené státy | SAP Center                      | 25 173 / 25 173               | $ 2 963 031  |
| 25. září 2014       | Glendale          | Spojené státy | Jobing.com Arena                | 13 145 / 13 145               | $ 1 423 994  |
| 26. září 2014       | Las Vegas         | Spojené státy | MGM Grand Garden Arena          | 12 886 / 12 886               | $ 1 742 965  |
| 29. září 2014       | Salt Lake City    | Spojené státy | EnergySolutions Arena           | 13 860 / 13 860               | $ 1 218 622  |
| 30. září 2014       | Denver            | Spojené státy | Pepsi Center                    | 12 784 / 12 784               | $ 1 283 904  |
| 2. října 2014       | Dallas            | Spojené státy | American Airlines Center        | 27 453 / 27 453               | $ 3 520 503  |
| 3. října 2014       | Dallas            | Spojené státy | American Airlines Center        | 27 453 / 27 453               | $ 3 520 503  |
| 5. října 2014       | Memphis           | Spojené státy | FedExForum                      | 13 136 / 13 136               | $ 1 177 517  |
| 6. října 2014       | Tulsa             | Spojené státy | BOK Center                      | 12 388 / 12 388               | $ 1 285 851  |
| 8. října 2014       | New Orleans       | Spojené státy | New Orleans Arena               | 13 718 / 13 718               | $ 1 274 571  |
| 10. října 2014      | Houston           | Spojené státy | Toyota Center                   | 24 268 / 24 268               | $ 2 692 788  |
| 11. října 2014      | Houston           | Spojené státy | Toyota Center                   | 24 268 / 24 268               | $ 2 692 788  |
| 14. října 2014      | Monterrey         | Mexiko        | Arena Monterrey                 | —                             | —            |
| 15. října 2014      | Monterrey         | Mexiko        | Arena Monterrey                 | —                             | —            |
| 17. října 2014      | Mexico City       | Mexiko        | Palacio de los Deportes         | 39 212 / 40 368               | $ 3 726 052  |
| 18. října 2014      | Mexico City       | Mexiko        | Palacio de los Deportes         | 39 212 / 40 368               | $ 3 726 052  |
| Austrálie a Oceánie |                   |               |                                 |                               |              |
| 7. listopadu 2014   | Perth             | Austrálie     | Perth Arena                     | 29 153 / 29 153               | $ 3 822 000  |
| 8. listopadu 2014   | Perth             | Austrálie     | Perth Arena                     | 29 153 / 29 153               | $ 3 822 000  |
| 11. listopadu 2014  | Adelaide          | Austrálie     | Adelaide Entertainment Centre   | 18 426 / 18 426               | $ 2 264 770  |
| 12. listopadu 2014  | Adelaide          | Austrálie     | Adelaide Entertainment Centre   | 18 426 / 18 426               | $ 2 264 770  |
| 14. listopadu 2014  | Melbourne         | Austrálie     | Rod Laver Arena                 | 100 923 / 100 923             | $ 13 360 900 |
| 15. listopadu 2014  | Melbourne         | Austrálie     | Rod Laver Arena                 | 100 923 / 100 923             | $ 13 360 900 |
| 18. listopadu 2014  | Melbourne         | Austrálie     | Rod Laver Arena                 | 100 923 / 100 923             | $ 13 360 900 |
| 19. listopadu 2014  | Melbourne         | Austrálie     | Rod Laver Arena                 | 100 923 / 100 923             | $ 13 360 900 |
| 21. listopadu 2014  | Sydney            | Austrálie     | Allphones Arena                 | 93 841 / 93 841               | $ 12 177 000 |
| 22. listopadu 2014  | Sydney            | Austrálie     | Allphones Arena                 | 93 841 / 93 841               | $ 12 177 000 |
| 24. listopadu 2014  | Sydney            | Austrálie     | Allphones Arena                 | 93 841 / 93 841               | $ 12 177 000 |
| 25. listopadu 2014  | Sydney            | Austrálie     | Allphones Arena                 | 93 841 / 93 841               | $ 12 177 000 |
| 27. listopadu 2014  | Brisbane          | Austrálie     | Brisbane Entertainment Centre   | 60 159 / 60 159               | $ 7 350 110  |
| 28. listopadu 2014  | Brisbane          | Austrálie     | Brisbane Entertainment Centre   | 60 159 / 60 159               | $ 7 350 110  |
| 30. listopadu 2014  | Brisbane          | Austrálie     | Brisbane Entertainment Centre   | 60 159 / 60 159               | $ 7 350 110  |
| 1. prosince 2014    | Brisbane          | Austrálie     | Brisbane Entertainment Centre   | 60 159 / 60 159               | $ 7 350 110  |
| 4. prosince 2014    | Melbourne         | Austrálie     | Rod Laver Arena                 |                               |              |
| 6. prosince 2014    | Melbourne         | Austrálie     | Rod Laver Arena                 |                               |              |
| 7. prosince 2014    | Melbourne         | Austrálie     | Rod Laver Arena                 |                               |              |
| 10. prosince 2014   | Melbourne         | Austrálie     | Rod Laver Arena                 |                               |              |
| 12. prosince 2014   | Sydney            | Austrálie     | Allphones Arena                 |                               |              |
| 13. prosince 2014   | Sydney            | Austrálie     | Allphones Arena                 |                               |              |
| 15. prosince 2014   | Brisbane          | Austrálie     | Brisbane Entertainment Centre   |                               |              |
| 19. prosince 2014   | Auckland          | Nový Zéland   | Vector Arena                    | 24 157 / 24 157               | $ 3 046 890  |
| 20. prosince 2014   | Auckland          | Nový Zéland   | Vector Arena                    | 24 157 / 24 157               | $ 3 046 890  |
| Evropa              |                   |               |                                 |                               |              |
| 16. února 2015      | Barcelona         | Španělsko     | Palau Sant Jordi                | —                             | —            |
| 17. února 2015      | Montpellier       | Francie       | Park&Suites Arena               | —                             | —            |
| 20. února 2015      | Lyon              | Francie       | Halle Tony Garnier              | —                             | —            |
| 21. února 2015      | Miláno            | Itálie        | Mediolanum Forum                | —                             | —            |
| 23. února 2015      | Praha             | Česko         | O2 arena                        | —                             | —            |
| 24. února 2015      | Krakov            | Polsko        | Krakov Arena                    | —                             | —            |
| 26. února 2015      | Vídeň             | Rakousko      | Wiener Stadthalle               | —                             | —            |
| 27. února 2015      | Bratislava        | Slovensko     | Ondrej Nepela Arena             | —                             | —            |
| 1. března 2015      | Curych            | Švýcarsko     | Hallenstadion                   | 13,000 / 13,000               | $1,183,140   |
| 2. března 2015      | Mnichov           | Německo       | Olympiahalle                    | —                             | —            |
| 4. března 2015      | Antverpy          | Belgie        | Sportpaleis                     | 18,396 / 19,920               | $1,045,430   |
| 5. března 2015      | Kolín nad Rýnem   | Německo       | Lanxess Arena                   |                               | —            |
| 7. března 2015      | Herning           | Dánsko        | Jyske Bank Boxen                | —                             | —            |
| 9. března 2015      | Amsterdam         | Nizozemsko    | Ziggo Dome                      | —                             | —            |
| 10. března 2015     | Amsterdam         | Nizozemsko    | Ziggo Dome                      | —                             | —            |
| 12. března 2015     | Hamburk           | Německo       | O2 World Hamburg                | 7,936 / 11,664                | $537,228     |
| 13. března 2015     | Berlín            | Německo       | O2 World Berlin                 | 12,491 / 12,515               | $753,185     |
| 15. března 2015     | Riga              | Lotyšsko      | Arena Riga                      | —                             | —            |
| 18. března 2015     | Helsinki          | Finsko        | Hartwall Arena                  | —                             | —            |
| 20. března 2015     | Oslo              | Norsko        | Telenor Arena                   | —                             | —            |
| 22. března 2015     | Stockholm         | Švédsko       | Ericsson Globe                  | —                             | —            |
| Asie                |                   |               |                                 |                               |              |
| 18. dubna 2015      | Kanton            | Čína          | Guangzhou Sports Arena          | —                             | —            |
| 21. dubna 2015      | Šanghaj           | Čína          | Mercedes-Benz Arena             | —                             | —            |
| 25. dubna 2015      | Tokio             | Japonsko      | Tokyo Metropolitan Gymnasium    | —                             | —            |
| 26. dubna 2015      | Tokio             | Japonsko      | Tokyo Metropolitan Gymnasium    | —                             | —            |
| 28. dubna 2015      | Tchaj-pej         | Tchaj-wan     | Taipei Arena                    | —                             | —            |
| 1. května 2015      | Macao             | Macao         | CotaiArena                      | —                             | —            |
| 2. května 2015      | Macao             | Macao         | CotaiArena                      | —                             | —            |
| 7. května 2015      | Manila            | Filipíny      | Philippine Arena                | —                             | —            |
| 9. května 2015      | Jakarta           | Indonésie     | Indonesia Convention Exhibition | —                             | —            |
| 11. května 2015     | Singapur          | Singapur      | Singapore Indoor Stadium        | —                             | —            |
| 14. května 2015     | Bangkok           | Thajsko       | Impact Arena                    | —                             | —            |
| Jižní Amerika       |                   |               |                                 |                               |              |
| 22. září 2015       | Lima              | Peru          | Jockey Club del Perú            | 15,635 / 15,635               | $1,397,180   |
| 25. září 2015       | São Paulo         | Brazílie      | Allianz Parque                  | 35,564 / 35,564               | $2,218,220   |
| 27. září 2015       | Rio de Janeiro    | Brazílie      | Parque dos Atletas              | —                             | —            |
| 29. září 2015       | Curitiba          | Brazílie      | Pedreira Paulo Leminski         | 16,076 / 16,076               | $1,115,000   |
| 3. října 2015       | Buenos Aires      | Argentina     | Hipódromo Argentino de Palermo  | 17,623 / 17,623               | $1,745,600   |
| 6. října 2015       | Santiago de Chile | Chile         | Pista Atlética Estadio Nacional | 23,438 / 23,438               | $1,955,240   |
| 9. října 2015       | Bogotá            | Kolumbie      | Parque Deportivo 222            | 18,796 / 18,796               | $1,409,520   |
| 12. října 2015      | San Juan          | Portoriko     | José Miguel Agrelot Coliseum    | 15,218 / 15,653               | $1,691,275   |
| 15. října 2015      | Panama City       | Panama        | Plaza Figali                    | 6,928 / 8,000                 | $968,479     |
| 18. října 2015      | Alajuela          | Kostarika     | Parque Viva                     | 16,199 / 16,199               | $1,423,310   |
| Celkem              | Celkem            | Celkem        | Celkem                          | 1 515 864 / 1 537 369 (98.6%) | $160,293,758 |